# The Iron Buddha

The Iron Buddha est un film hongkongais réalisé par Yan Jun, sorti en 1970 au cinéma.

## Synopsis
L'expert en arts martiaux Xiao Tian-zun , un brillant séducteur, est scarifié par un justicier pudibond pour avoir entretenu une liaison avec une jeune fille. Quelques années plus tard, il se venge en séduisant la fille du père-la-vertu sous les yeux de ce dernier. Malheureusement divers personnages adeptes de la violence s'impliquent dans l'intrigue, ce qui provoque une cascade de décès d'origine traumatique.

## Fiche technique
- Titre : The Iron Bouddha
- Réalisation : Yan Jun
- Musique : Wang Fu Ling
- Société de production : Shaw Brothers
- Pays d'origine : Hong Kong
- Format : Couleurs - 2,35:1 - Mono - 35 mm
- Genre : drame de la violence
- Durée : 89 min
- Date de sortie : 1970

## Distribution
- Huang Chung-hsin : Xiao Tian-zun
- Ling Yun : un jeune porteur de chapeau adepte de la violence
- Fang Ying : Mu Dan
- Chen Hung-lieh : Geng Xian
- Fan Mei-sheng : maître Luo
- Yu Ching : une demoiselle Kang
- Yue Wai : une demoiselle Kang
- Sammo Hung : un collaborateur de Xiao Tian-zun
- James Tien : un bandit